# Maria Adler-Krafft
Maria Adler-Krafft (* 5. Dezember 1924 in Brașov; † 6. März 2019) war eine deutsche Malerin und Grafikerin.

## Leben und Werk
Der Vater von Maria Adler-Krafft war Tierarzt. Kriegsbedingt flüchtete sie 1944 mit ihren Eltern aus Rumänien nach Deutschland. Die Familie verlor dabei ihr gesamtes Vermögen. Ab 1947 gehörte sie zu den ersten Studierenden an der Hochschule für Bildende Künste Dresden, bis 1949 studierte sie Malerei und Grafik bei Wilhelm Rudolph und von 1951 bis 1953 bei Hans Grundig. 1953 bis 1956 lebte und arbeitete sie als freischaffende Malerin und Grafikerin in Plauen, dann in Dresden. Dort hatte sie als Künstlerin 1963 bis 1979 einen Vertrag mit dem VEB Starkstromanlagenbau Otto Buchwitz. Diese Verträge dienten der Unterstützung freischaffender Künstler. Maria Adler-Krafft unternahm Studienreisen nach Rumänien, Bulgarien, Spanien, Tunesien, Italien, Marokko, Mexiko, in die USA und nach Bali.
Maria Adler-Krafft war zeitweise mit Karl-Heinz Adler verheiratet. Deren 1953 geborene Tochter Leonore Adler ist Malerin und Grafik-Designerin.

## Mitgliedschaften
- 1953 bis 1990: Verband Bildender Künstler der DDR
- ab 1990: Künstlerbund Dresden e.V.

## Darstellung Maria Adler-Kraffts in der bildenden Kunst
- Wilhelm Rudolph: Bildnis Maria Adler-Krafft (1956, Öl auf Leinwand, 100 × 75 cm;  Gemäldegalerie Neue Meister, Inv.-Nr. 85/11)[3]

## Rezeption
„Die Landschaften aus Rumänien … haben sie ein Leben lang inspiriert. Später natürlich Dresden. Und in letzter Zeit kamen ferne Landstriche und ihre Legenden oder auch moderne Utopien wie die von Erich Däniken als Inspirationsquellen für ihre Malerei hinzu. Maria Adler-Krafft interessiert beim Malen ihrer farbkräftigen, poetischen Bilder mit pastosem Farbauftrag heute kaum eine „realistische“ Abbildung des Vorgefundenen. In ihren neueren Bildern paaren sich das Interesse am Wesen der Dinge mit einer gehörigen Portion Phantasie. Hinter allem Phantastischen steht aber immer auch die reale Welt mit ihren Menschen, ihren Geschichten, ihrer Natur. Zu den Landschaften, Stillleben, Akten oder Porträts sind in jüngerer Zeit viele Sinnbilder und malerische Phantasmagorien gekommen.“

## Museen und öffentliche Sammlungen mit Werken Maria Adler-Kraffts (unvollständig)
- Dresden: Galerie Neue Meister
- Dresden: Kunstfonds des Freistaats Sachsen[5]

## Werke (Auswahl)
- Bildnis Wilhelm Rudolph (1983, Öl auf Leinwand, 60,5 × 55,5 cm; Galerie Neue Meister, Inv.-Nr. 85/44)[6]

## Ausstellungen (unvollständig)

### Einzelausstellungen
- 1962 Görlitz, Städtische Kunstgalerie (mit Karl-Heinz Adler)
- 1965 Dresden, Leonhardi-Museum (mit Renate Jaeger, Max Uhlig und Vincenz Wanitschke)
- 1970 Dresden, Leonhardi-Museum
- 1975 Dresden, Glockenspielpavillon des Zwingers
- 1981 Dresden, Galerie Kunst der Zeit (Pastelle und Zeichnungen)
- 1993 Prettin, Schloss Lichtenburg
- 1999 Dresden, Galerie in der Landesdirektion
- 2001 Dresden, Frauenstadtarchiv („Tiere und mehr“)
- 2004/2005 Dresden, Sächsische Landesärztekammer („Alles ist Leben, Leben ist alles“)
- 2008 Dresden, Galerie Drei

#### Postum
- 2019 Dresden, Kreative Werkstatt Dresden e.V. (Gedächtnisausstellung)[7]
- 2020 Dresden, Galerie Mitte („Ich bin Du und DU bist ICH“; mit Leonore Adler)

### Teilnahme an zentralen und wichtigen regionalen Ausstellungen in der Sowjetischen Besatzungszone und der DDR
- 1948: Dresden, Haus des Kulturbunds („Die Jungen. Malerei, Grafik, Plastik“)

- 1954: Karl-Marx-Stadt, Museum am Theaterplatz, Mittelsächsische Kunstausstellung
- 1957: Berlin, Ausstellungspavillon Werderstraße („Junge Künstler der DDR“)
- 1958 bis 1973: Dresden, Vierte Deutsche Kunstausstellung bis VII. Kunstausstellung der DDR
- 1970: Berlin, Altes Museum („Im Geiste Lenins“)
- 1972 bis 1985: Dresden, vier Bezirkskunstausstellungen
- 1981: Dresden, Ausstellungszentrum am Fučík-Platz („25 Jahre NVA“)